# 左旗增十八
狐狸座12，又名BD+22 3833，HD 187811、SAO 87813、HR 7565，是狐狸座的一颗恒星，视星等为4.95，位于銀經59.72，銀緯-2.07，其B1900.0坐标为赤經19h 46m 45.7s，赤緯+22° -2.07′ 20″。